# Geldermalsen
Geldermalsen este o comună și o localitate în provincia Gelderland, Țările de Jos. 

## Localități componente
Acquoy, Beesd, Buurmalsen, Deil, Enspijk, Geldermalsen , Gellicum, Meteren, Rhenoy, Rumpt, Tricht.